# Páginas blancas
En muchos países, las páginas blancas se refieren a una guía telefónica que incluye por orden alfabético a todos los abonados, incluyendo empresas y particulares con una o varias líneas telefónicas. Dependiendo de la densidad de población, las ciudades más grandes suelen imprimir más de un tomo para el listado.
Las Páginas Blancas también pueden consistir en una base de datos de información electrónica que contiene el nombre de sus usuarios y sus direcciones electrónicas asociadas, de la misma forma que un directorio telefónico. Las Páginas blancas electrónicas normalmente contienen información adicional, como la localización de la oficina, número de teléfono, y correo electrónico, y sus contenidos están determinados por un esquema de páginas blancas.

## Páginas blancas en el mundo
- Albania en.logoreci.com/albanian-phone_book white pages of Albania
- Alemania Das Örtliche
- Argentina Páginas Blancas
- Australia whitepages.com.au
- Bélgica Whitepages. editadas por Promedia
- Bolivia (Páginas Blancas, las amarillas de Entel)
- Canadá 411.ca, whitepages.ca, WhitePages.com
- Chile Páginas Blancas de hibu Chile Archivado el 21 de marzo de 2014 en Wayback Machine.
- Dinamarca Krak, De hvide sider
- España Páginas Blancas NO FUNCIONA
- Francia Páginas Blancas.fr Pages Blanches.fr, QuiDonc (Reverse look-up service)
- Hong Kong HKT
- Israel  Bezeq Directory 144
- Italia Pagine Bianche
- México Páginas Blancas.mx AbcTelefonos
- Noruega Nettkatalogen
- Nueva Zelanda whitepages.co.nz
- Ibero América Directorio de comercios
- Paraguay GuiaTelefonica.com.py Archivado el 24 de marzo de 2009 en Wayback Machine.
- Perú Páginas Blancas
- Portugal Páginas brancas
- Singapur Whitepages.com.sg
- Suecia Eniro, hitta.se
- Turquía Turkiye Firmalar Rehberi
- Inglaterra BT Residential phone book
- Uruguay Páginas Blancas de Uruguay Archivado el 31 de marzo de 2018 en Wayback Machine.
- Estados Unidos 411.Info, 411.com, Addresses.com,AskWP, phonesearchcentral.com, phone-books.net, WhitePages.com, USA People Search
- Venezuela las páginas blancas sólo incluyen a personas naturales y las personas jurídicas (empresas) tienen su espacio únicamente en las páginas amarillas.